# Precious Memories
「Precious Memories」（プレシャス・メモリーズ）は、栗林みな実の3枚目のシングル。2003年10月29日にランティスから発売された。

## 概要
「Precious Memories」は、テレビアニメ『君が望む永遠』オープニングテーマで、栗林にとって初のアニメソングである。そのため、ラジオではこの曲に対して強い愛着があると述べていた。本作のヒットにより、栗林はアニメソング歌手としての地位を確立した。カップリング曲の「おなじ月をみてる」は、ラジオ番組『音速♪ひとみしりちゃんねる』のコーナーでリスナーの投稿を基に作られた曲である。
ジャケットには涼宮遙と速瀬水月のイラストが描かれている。初回生産分の一部で、「おなじ月をみてる」の歌詞が訂正前のものになっているミスがあり、ブックレットの郵送交換が行われた。

## 収録曲
（全作詞・作曲：栗林みな実 / 編曲：飯塚昌明） 
1. Precious Memories [3:51]
2. おなじ月をみてる [4:59]
3. Precious Memories（off vocal）
4. おなじ月をみてる（off vocal）

## シングルV
「Precious Memories」のPVを収録のDVD。2003年11月27日にランティスから発売された（LABM-7002）。

### 収録内容
1. Precious Memories
2. Making of VIDEO CLIP
3. TV-SPOT part 1
4. TV-SPOT part 2
5. Staff Roll

## 楽曲の収録アルバム
| 曲名              | 収録作品                                                             | 発売日         | 備考                    |
| ----------------- | -------------------------------------------------------------------- | -------------- | ----------------------- |
| Precious Memories | 『Overture』                                                         | 2004年12月1日  | 1stアルバム             |
| Precious Memories | 『stories』                                                          | 2011年8月3日   | ベストアルバム          |
| Precious Memories | 『Memories』                                                         | 2018年10月29日 | ベストアルバム          |
| Precious Memories | 『TVアニメーション「君が望む永遠」オリジナルサウンドトラック Vol.1』 | 2004年2月25日  | TV Size Versionで収録。 |
| おなじ月をみてる  | 『stories』                                                          | 2011年8月3日   | ベストアルバム          |